# Musculus rectus capitis anterior
Der Musculus rectus capitis anterior (lat. für „vorderer gerader Kopfmuskel“) – in der Tieranatomie als Musculus rectus capitis ventralis (lat. für „bauchseitiger gerader Kopfmuskel“) bezeichnet – ist ein kleiner, kurzer und flacher Skelettmuskel im Bereich des tiefen Nackens und liegt vor dem ersten Kopfgelenk, dorsolateral des Musculus longus capitis. Er zieht vom Querfortsatz des Atlas zur Pars basilaris des Hinterhauptbeins. Bei beidseitiger Wirkung beugt er den Kopf. Zudem unterstützt er die Feineinstellung des Kopfes und die Seitwärtsneigung. Die Blutversorgung erfolgt über die Arteria vertebralis und die Arteria pharyngea ascendens.